# Cromossoma 22

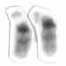
Par de cromossoma 22

O cromossomo 22 é um dos 23 pares de cromossomos do cariótipo humano. Este é o segundo menor cromossoma do genótipo humano. Tem aproximadamente 49 milhões de pares de bases, representando 1,5% a 2% de todo o DNA presente na célula.
Este foi o primeiro cromossoma humano a ser totalmente sequenciado, em 1999, através do Projeto do Genoma Humano.
Contém entre 500 a 800 genes.

## Genes
Alguns genes localizados no cromossomo 22:
| Locus           | Gene    | Descrição                                                    | Condição                  |
| 22q11.1-q11.2   | IGL@    | Asymmetric crying facies (Cayler cardiofacial syndrome)      |                           |
| 22q11.21        | TBX1    | T-box 1                                                      |                           |
| 22q11           | RTN4R   | receptor para retículo 4                                     | Esquizofrenia             |
| 22q11.21-q11.23 | COMT    | gene da Catecol O-Metiltransferase                           |                           |
| 22q12.1-q13.1   | NEFH    | neurofilamento pesado polipeptídeo 200kDa                    |                           |
| 22q12.1         | CHEK2   | CHK2 checkpoint homólogo (S. pombe)                          |                           |
| 22q12.2         | NF2     | neurofibromina 2                                             | Neuroma do acústico       |
| 22q13           | SOX10   | SRY (região determinante do sexo masculino)                  |                           |
| 22q13.1         | APOL1   | Apolipoproteína L1                                           |                           |
| 22q13.1         | EP300   | proteína de ligação E1A p300                                 |                           |
| 22q13.2         | WNT7B   | Wingless-type MMTV integration site family, member 7B        | síndrome de deleção 22q13 |
| 22q13.3         | SHANK3  | SH3 and multiple ankyrin repeat domains 3                    | síndrome de deleção 22q13 |
| 22q13.3         | SULT4A1 | família sulfotransferase 4A, membro 1                        | síndrome de deleção 22q13 |
| 22q13.3         | PARVB   | parvina beta (organização do citoesqueleto e adesão celular) | síndrome de deleção 22q13 |

## Doenças
- Esclerose lateral amiotrófica
- Cancro da mama
- Síndrome de Li-Fraumeni
- Neurofibromatose, tipo 2
- Síndrome de Rubinstein-Taybi
- Síndrome de Waardenburg
- Síndrome DiGeorge